# جمال اقزبان
جمال اقزبان (بالفرنسية : Jamal Ikazban ) هو سياسي بلجيكي - بروكسيل - ينتمي للحزب الاجتماعي و هو من أصول مغربية تعود إلى منطقة الريف

## نبذة شخصية
ولد جمال اقزبان 2 دجنبر 1970 ب بروكسيل لأبويين مغربيين من أصول ريفية.